# 미국 태권도 연맹
미국 태권도 연맹(영어: USA Taekwondo, USATKD)은 미국의 태권도 종목 행정을 총괄하는 스포츠 행정 기구이다. 미국 올림픽 패럴림픽 위원회의 가맹 단체이며 세계 태권도 연맹의 가맹 단체로서, 미국의 태권도에 관한 모든 결정에 대한 완전한 권한을 가지고 있다. 하계 올림픽 태권도 대회 행사를 포함한 세계 태권도 행사의 주니어 및 시니어 팀 선발을 선발한다.

## 참고 문헌
- “미국 태권도 연맹”. 세계 태권도 연맹.